# Miguel Romano Gómez
Miguel Romano Gómez (* 21. Januar 1959 in El Paso, Texas) ist ein US-amerikanischer römisch-katholischer Geistlicher und emeritierter Weihbischof in Guadalajara.

## Leben
Miguel Romano Gómez empfing am 26. Mai 1985 das Sakrament der Priesterweihe für das Erzbistum Guadalajara.
Am 18. März 2000 ernannte ihn Papst Johannes Paul II. zum Titularbischof von Vagal und zum Weihbischof in Guadalajara. Der Erzbischof von Guadalajara, Juan Kardinal Sandoval Íñiguez, spendete ihm am 9. April desselben Jahres die Bischofsweihe; Mitkonsekratoren waren der Bischof von San Juan de los Lagos, Javier Navarro Rodríguez, und der Bischof von Tlaxcala, Jacinto Guerrero Torres, sowie der Bischof von León, José Guadalupe Martín Rábago.
Papst Franziskus nahm am 17. November 2014 seinen vorzeitigen Rücktritt an.